# Acmaeodera macra
Acmaeodera macra är en skalbaggsart som beskrevs av Horn 1878. Acmaeodera macra ingår i släktet Acmaeodera och familjen praktbaggar. Inga underarter finns listade i Catalogue of Life.